# Галкін Володимир Ісидорович
Володимир Ісидорович Галкін (нар.18 червня 1880, Санкт-Петербург — пом. після 1931) — генерал-хорунжий Армії УНР.

## Життєпис
Народився 18 червня 1880 року у Санкт-Петербурзі в родині службовців.

### Навчання
Початкову освіту здобув у 2-й Петербурзькій гімназії. Згодом закінчив Санкт-Петербурзький університет. У 1904 завершив навчання у Олексіївському військовому училищі, потім Офіцерську електротехнічну школу.

### В російській армії
З 1 січня 1909 поручник Керченської фортечної мінної роти. У 1912 закінчив Миколаївську академію Генерального штабу.
Протягом 1914-1915 помічник начальника відділу управління генерал-квартиймейстра штабу 7-ї армії. Згодом обер-офіцер для доручень при штабі 32-го армійського корпусу. Начальник штабу 82-ї піхотної дивізії до січня 1918.

### На службі Україні
З 16 квітня 1918 вступає на службу до Армії УНР, старший ад'ютант штабу 8-го Катеринославського корпусу. У армії Української Держави на цій ж посаді.
Після падіння Гетьманату перейшов до білогвардійських Збройних Сил Півдня Росії.
В січні 1920 попав у полон до Червоної армії біля Одеси. Був призначений начальником штабу Української радянської дивізії при 41-й стрілецькій дивізії, яка формувалась із колишніх бійців Армії УНР та Української Галицької Армії
6 квітня 1920 підняв повстання частин дивізії проти більшовиків та приєднався до Армії УНР, яка здійснювала Перший зимовий похід. Із цих частин був організований Чорноморський партизанський кіш, а з 4 липня 1920 — 5-а Чорноморська бригада 2-ї Волинської дивізії Армії УНР, у якій Галкін посів посаду начальника штабу.
5 жовтня 1920 Володимиру Галкіну присвоєно звання генерал-хорунжий.

### В СРСР
Проживав у Польщі. За завданням Юрія Тютюнника у 1922 перейшов кордон УРСР для організації повстанської боротьби проти більшовиків. Поранений попав в полон до ВЧК, переправлений у Москву, де викладав математику у Московській військово-інженерній школі.
31 грудня 1930 заарештований і засуджений на 5 років виправно-трудових таборів з конфіскацією майна. Подальша доля невідома.